# 耶路撒冷王国官员

耶路撒冷王国的纹章

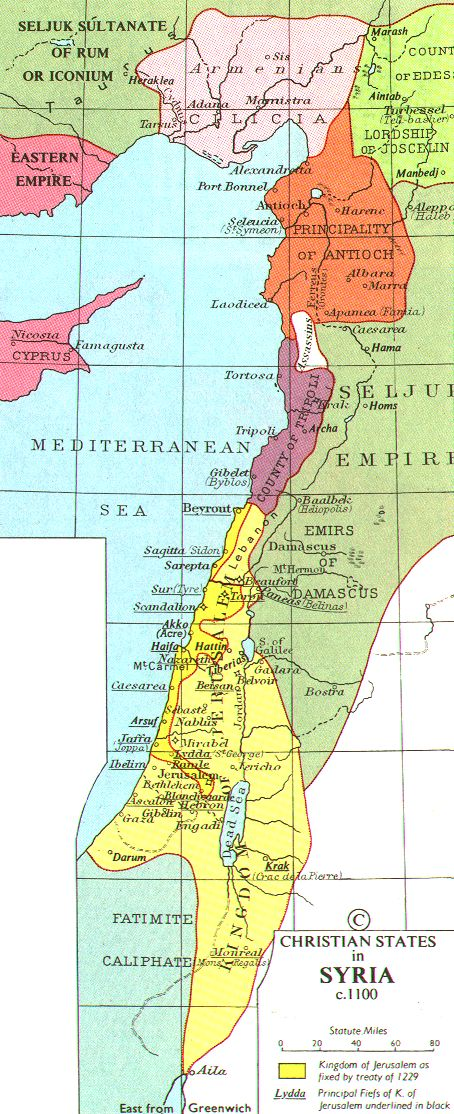
一份绘制了耶路撒冷王国和其它十字军国家的1911年的地图

耶路撒冷王国有六位主要官员：司厩长、元帅、高级侍从、内侍长（这些是众所周知的“首席职位”）、王室管家以及书记长。在某些时候还有代政官、次侍从官和城堡长。
本质上来说这些官职由存在于11世纪法国北部的典型官职发展而来，那里是耶路撒冷开国君主的故乡。这些官职在法兰西和英格兰继续发展，但是在耶路撒冷它们的发展却趋于缓慢甚至停滞，与它们的欧洲同行扮演了不同的角色。
下面给出的清单是不完整的，因为官员的具体姓名和日期有时已经不可考了。在耶路撒冷王国陷落以后，这些官职有时作为荣誉由塞浦路斯和耶路撒冷国王授予。

## 司厩长
司厩长指挥军队，雇佣佣兵并审判军事方面的法律案件。他是王国中最重要的官员，这是由于基督徒和穆斯林国家之间几乎始终处于战争状态。司厩长实际上就是军队的第二把手，在军中他实行督察权，并且指挥的兵力是其他任何人的两倍。此外，司厩长还确立王国的边界。在加冕时司厩长要为国王牵马。
- 西蒙（英语：Simon, Constable of Jerusalem）（1108–1115）
- 胡安·科利斯（約1120）
- 格雷尼埃的尤斯塔斯一世（英语：Eustace Grenier）（約1123-1123）
- 比尔的纪尧姆一世（英语：William I of Bures）（1123–1141?）
- 耶尔日的马纳塞斯（英语：Manasses of Hierges）（1144–1151）
- 多隆的汉弗莱二世（英语：Humphrey II of Toron）（1152–1179）
- 吕西尼昂的阿马尔里克（1179–1194）
- 伊贝林的约翰（英语：John of Ibelin, the Old Lord of Beirut）（1194–1205）
- 蒙贝利亚尔的戈蒂埃（1206–1211）
- 蒙贝利亚尔的厄德（英语：Odo of Montbéliard）（1220–1244）
- 蒙特福特的菲利普（英语：Philip of Montfort, Lord of Tyre）（約1244）
- 伊贝林的约翰（英语：John of Arsuf）（1251–1258）
- 博通的纪尧姆二世（德语：Wilhelm_von_Batrun）（1258–1262）
- 阿素夫的巴里安（英语：Balian of Arsuf）（1268–1277）
- 纳布朗的理查德（約1277）
- 蒙托里夫的西蒙（約1284?）
- 伊贝林的博杜安（德语：Balduin_von_Ibelin_(Bailli_von_Jerusalem)）（約1286）
- 鲁西格南的阿马尔迪克（英语：Amalric, Prince of Tyre）（1285–1300）
- 不论瑞克-哥本哈根的菲利普（約1359?）
- 鲁西格南的彼得（約1415?）

## 元帅
元帅拥有比司厩长次一级（并且，显然，是字面上从属于）的指挥权。他率领佣兵并负责管理军队的马匹，并且在战斗胜利之后分配战利品。在加冕那天元帅要协助司厩长。
- 萨多（1125–1154）
- 阿曼达斯的厄德（英语：Eudes of St. Amand）（1155–1156）
- 伊德萨的若瑟兰三世（英语：Joscelin III of Edessa）（1156–1159）
- 纪尧姆（1159–1171）
- 普吉的热拉尔（1169–1174）
- 约翰（約1179）
- 瑞福特的杰勒德赖（英语：Gerard of Ridefort）（約1179）
- 戈蒂叶·杜如斯（1185–1192）
- 休斯·马丁（約1191）
- 艾尔诺（約1193）
- 约翰（1194–1200）
- 赖隆的艾马尔（德语：Aymar_de_Lairon）（約1206）
- Dournai的雅各（1211–1217）
- Riccardo Filangieri（英语：Riccardo Filangieri） （1231–1242）
- Philip of Cossie （約1250）
- Geoffrey of Sargines （約1254）
- John of Gibelet（英语：John of Gibelet） （1261–1262）
- William Canet （1269–1273）
- James Vidal （約1277）

## 高级侍从
耶路撒冷的高级侍从的部门从不像他它的欧洲同行那样表现突出，但是尽管如此也很重要。高级侍从管理加冕仪式，在王位空缺时监督高等法院，管理王室城堡，并掌管王室的财政和税收。高级侍从的权力仅高于次侍从官且不是城堡长，而由于王国常年处于战争状态的原因，司厩长还常常越过高级侍从行事。 在加冕时高级侍从会手持国王的权杖并监督加冕庆典。
这一部门类似于，但是并没有发展成为英国的机构国库（exchequer）。
- Hugh of St. Omer （約1100–1104）
- Gervase （約1104）
- Hugo Chostard （約1112）
- Anscherius （約1122?）
- Isaac （約1149）
- John （約1151）
- Guy le François （約1164）
- Miles of Plancy（英语：Miles of Plancy） （約1168–1174）
- Ralph （約1176）
- Joscelin III of Edessa（英语：Joscelin III of Edessa） （1176–1190）
- Obertus Nepos （1187–1192?）
- Ralph of Tiberias（英语：Ralph of Tiberias） （1194–1220）
- Raymond of Gibelet（英语：Raymond of Gibelet） （約1240）
- Baldwin of Ibelin （約1256）
- Geoffrey of Sargines （1254–1267?）
- Robert of Cresque （約1269）
- Jean I de Grailly（英语：Jean I de Grailly） （1272–1276）
- Eudes Pelechin （約1277）
- Philip of Ibelin （?-?）

## 内侍长
内侍长管理王室家庭和它的仆役，并且还有其它荣誉职位例如主持宣誓仪式。在加冕那天内侍长会为国王穿上长袍。 他拥有自己的封地以支付自己的薪水。
- Strabulon （約1099）
- Geoffrey （約1099）
- Gerard （1108–1115）
- John （1119–1128）
- Ralph （1129–1130）
- Joscelin （約1138）
- Miles （約1138）
- Nicholas （1150–1152）
- Gauvain de la Roche （約1156）
- Gerard of Pugi （約1169）
- Amalric of Lusignan（英语：Amalric II of Jerusalem） （1175–1178）
- John （約1179）
- Raymond （約1184）
- 伊贝林的贝里昂 （Balian of Ibelin，1183–1185）
- Thomas （1190–1197）
- Henry of Canelli （約1192）
- John （約1194）
- Rohard of Caiphas （1201–1220）
- Renaud of Caiphas （1230–1232）
- John of Cossie （1232–1250）
- Philip of Cossie （1250–1269）

## 王室管家
王室管家负责王室的餐桌并主管王国的葡萄园。
- Winric （約1099）
- Gervais （約1107）
- Pagan（英语：Pagan the Butler） （1120–1136）
- Robert Crispin （1145–1146）
- Eudes of St. Amand（英语：Eudes of St. Amand） （1164–1167）
- Miles （1185–1186）

## 书记长
书记长起草契约和章程并主管王国的外交事务。书记处（chancellery）是11世纪遗留下来的活化石部门的一个有趣例子。它只包括了几名秘书和抄写员，且从没有像欧洲其它地方那样发展为一个大的行政机构。书记长往往是常任主教或大主教，有时还兼管书记处的僧侣。书记长的相对次要反映了王权的相对分散，相比之下其它国家，像同时期的法兰西和英格兰，则变得更加集中。
- Arnoul （?-?）
- Pagan （1115–1128）
- Amelinus （約1130）
- Franco （1133–1135?）
- Helias （1136–1142）
- Ralph, bishop of Bethlehem （1146–1174）
- Frederick（英语：Frederick, Archbishop of Tyre） （約1150）
- 威廉，提爾大主教（英语：archbishop of Tyre） （William，1174–1183）
- Lambert （約1177）
- Bandinus （for 蒙費拉托的科拉多 （de jure Conrad I from 1190）, in Tyre） （1188–1192）
- Peter, bishop of Tripoli （1185–1192）
- Eudes （約1190）
- Joscius（英语：Joscius, Archbishop of Tyre） （1192–1200）
- Ralph, bishop of Sidon （1206–1212）
- 西蒙，提爾大主教（Simon，1226–1227）
- Maregnan （約1234）

## 代政官
代政官（bailiff或bailli）在王位空缺或国王年幼时管理王国，发挥摄政的作用；例如，在鲍德温二世（Baldwin II）被俘期间，以及在鲍德温四世（Baldwin IV）年幼和生病时。在13世纪代政官实际上就像国王本人一样统治，是王国最有权力的人，因为国王常常是外国君主，并不长期住在国内。
- Eustace Grenier（英语：Eustace Grenier） （1123）
- William I of Bures（英语：William I of Bures） （1123–1124）
- Miles of Plancy（英语：Miles of Plancy） （1173）
- 的黎波里的雷蒙德三世（Raymond III of Tripoli，1173–1177）
- 沙蒂永的雷纳德 （Raynald of Châtillon，1177）
- 吕西尼昂的居伊 （Guy of Lusignan，1183–1185）
- Raymond III of Tripoli （1186）
- John of Ibelin（英语：John of Ibelin, the Old Lord of Beirut） （1206–1210）
- Hugh of Montbéliard （1223–1227）
- Thomas of Calan （1227–1228）
  - Richard Filangieri（英语：Richard Filangieri） （1231–1242）, at Tyre
  - Odo of Montbéliard（英语：Odo of Montbéliard） （1236–1240）, at Acre
  - Walter Penenpié （1240）, at Acre
- John of Ibelin （1246–1248）
- John Fainon （1248–1249）
- John of Arsuf（英语：John of Arsuf） （1249–1254）
- 伊貝林的約翰 （1254–1256）
- John of Arsuf（英语：John of Arsuf）（1256–1258）
- Geoffrey of Sargines （1259–1261）
- Balian of Ibelin（英语：Balian of Ibelin, Lord of Arsuf） （1276–1277）
- Roger of San Severino（英语：Roger of San Severino） （1277–1281）
- Odo Poilechien （1281–1286）
- Philip of Ibelin （1286-?）

## 次侍从官和城堡长
这两个职位有时是由同一人，有时又是由两个不同的人担任；有时其中一个职位根本就没有人担任。他们由国王任命驻防大卫塔，但他们的具体职责大多不为人知并且可能并不特别重要；次侍从官的其中一项职责是逮捕罪犯和在下层自由民法庭中执行法律。和王室管家的部门一样，这些机构可能没有在迁往阿克（Acre）的时候幸存下来。
- Anselm （castellan, 約1110）
- Pisellus （viscount, 約1110）
- Anscatinus （viscount, 1120–1135?）
- Roard the elder （both?, 1135?–1150?）
- Arnoul （viscount, 1155–1181?）
- Eudes of St. Amand（英语：Eudes of St. Amand） （both?, 約1160）
- Roard the younger （castellan, 1165–1177?）
- Peter of Creseto （castellan, 約1173?）
- Balian of Jaffa （castellan, 約1178）
- Peter of Creseto （castellan, 約1178）

### 引用
1. 1 2 3 4 5  Richard, 77.
2. 1 2 3 4  .   [2014-03-02]. （原始内容存档于2014-06-28）.
3. ↑  Richard, 76.